# The Meteors
The Meteors са първата документирана психобили-група. Групата е сформирана през 1980 г. в южен Лондон. С един член, който принадлежи към рокабили-субкултурата, друг – от пънк-субкултурата и последният – фен на филми на ужасите, техните музикални идеи стават основа за психобили във вида, в който и е днес. The Meteors също така въвеждат концепцията психобили да е аполитическа, посредством техните изяви и концерти, които са считани за „politics-free“ зона, за да избегнат споровете сред феновете, точно както ще стане и с пънк-рок сцената по това време.